# Crank (fiets)

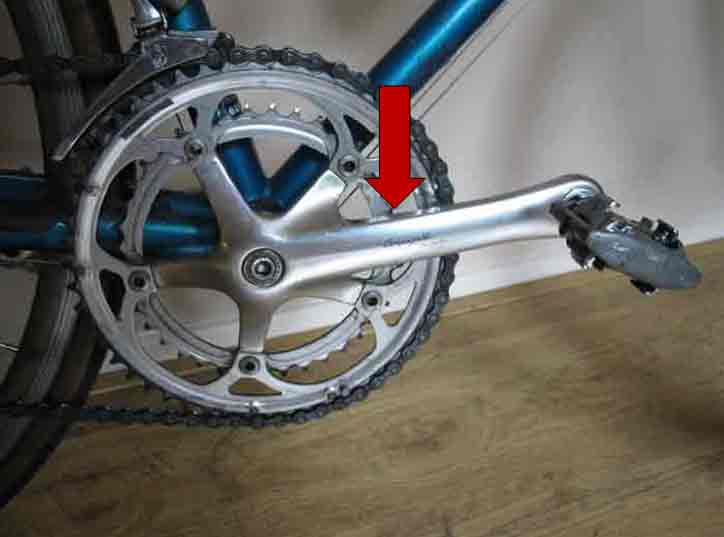
De rechtercrank als onderdeel van een racefiets met twee gemonteerde kettingwielen (voorbladen).

Een crank, of in het Nederlands kruk, trapstang, pedaalarm en mogelijks populair manivel, is het verbindingsstuk tussen de trapas van de fiets en het pedaal. De cranks en de twee of drie daaraan gemonteerde kettingwielen (voorbladen) vormen tezamen het "crankstel". Deze kettingwielen zijn afneembaar, zodat het versnellingsvermogen eenvoudig veranderd kan worden. Op hun beurt vormen het crankstel en de trapas (inclusief de pedalen en fietsketting) tezamen het aandrijfsysteem van de fiets.
Naast de kettingwielen kan ook de lengte van de crank worden aangepast aan de binnenbeenlengte van de bestuurder van de fiets. Deze cranklengte bedraagt doorgaans 20 à 21 procent van de binnenbeenlengte.
De vormgeving van de cranks is mede bepalend voor de Q-waarde, de afstand in millimeters tussen de buitenzijden van de cranks waarbij een kleiner getal biomechanische, aerodynamische en mechanische voordelen heeft. Daarnaast kan de vormgeving van het crankstel van invloed zijn op de kettinglijn.
De crank-as kan op vijf verschillende manieren aan de trapas worden bevestigd: via het JIS-systeem, het Spie-systeem, het Octalinksysteem, het ISIS-systeem en het Hollowtech II-systeem.
In Nederland werden vanouds spieën gebruikt - alleen de duurdere racefietsen hadden spieloze cranks. Tegenwoordig hebben bijna alle fietsen spieloze cranks.
Bij de wat oudere Amerikaanse fietsen waren "one-piece" cranks gebruikelijk, met name wat betreft de goedkope racefietsen en kinderfietsen. Hierbij vormen de beide cranks en de trapas een geheel. De bracket en lug zijn hierbij dusdanig vormgegeven dat de cranks - indien nodig - eenvoudig verwisseld kunnen worden.

## Noot
1. ↑  Sheldon Brown, One-piece ("Ashtabula") Cranks, 24 okt. 2010 (geraadpleegd op 6 maart 2011).